# Aphanopetalum clematideum
Aphanopetalum clematideum är en tvåhjärtbladig växtart som först beskrevs av Harvey, och fick sitt nu gällande namn av Karel Domin. Aphanopetalum clematideum ingår i släktet Aphanopetalum och familjen Aphanopetalaceae. Inga underarter finns listade i Catalogue of Life.